# Exorbaetta
Genre
Exorbaetta est un genre de lépidoptères (papillons) sud-américains de la famille des Lycaenidae et de la sous-famille des Theclinae. 

## Historique
Le genre Exorbaetta a été décrit par Kurt Johnson (d), George Austin (d), Jean-François Le Crom (d) et Julián Salazar (d) en 1997.

## Liste des espèces
- Exorbaetta metanira (Hewitson, 1867) — présent au Pérou, en Colombie, au Brésil, au Suriname, au Guyana et en Guyane.
- une espèce non décrite, présente au Pérou[1].